# Waterdrager (lied)
Waterdrager is een nummer van Boudewijn de Groot. Het verscheen in juli 1968 op single en is niet te vinden op een regulier album van De Groot.
De tekst werd geschreven door Lennaert Nijgh. De bekendheid van deze A-kant staat in de schaduw van de B-kant Als de rook om je hoofd is verdwenen. Dat lied is van De Groot zelf en werd in 1972 als A-kant uitgebracht met Wie kan me nog vertellen.
In 1994 coverde The Scene dit nummer voor het tribute-album Als de rook is verdwenen.... Het nummer Waterdrager van Clouseau is echter een eigen nummer van die band.

## Hitnotering

### Nederlandse Top 40
| Positie: | 38 | 36 | uit |